# أرشيبالد لوسيوس دوغلاس
أرشيبالد لوسيوس دوغلاس هو عسكري كندي، ولد في 8 فبراير 1842 في مدينة كيبك في كندا، وتوفي في 12 مارس 1913 في Newnham, Hampshire ‏ في المملكة المتحدة.